# Кислівська сільська рада (Таращанський район)
Кислівська сільська рада — колишній орган місцевого самоврядування у Таращанському районі Київської області з адміністративним центром у с. Кислівка.

## Загальні відомості
Історична дата утворення — 21 травня 1991 року

## Населені пункти
Сільській раді були підпорядковані населені пункти:
- с. Кислівка
- с. Буда

## Склад ради
Рада складалася з 15 депутатів та голови.

### Керівний склад ради
| ПІБ                          | Основні відомості                                            | Дата обрання | Дата звільнення |
| ---------------------------- | ------------------------------------------------------------ | ------------ | --------------- |
| Пильгун Микола Васильович    | Сільський голова, 1966 року народження, освіта, безпартійний | 26.03.2006   | 31.10.2010      |
| Пильгун Микола Васильович    | Сільський голова, 1966 року народження, освіта вища          | 31.10.2010   |                 |
| Пасічнюк Вадим Олександрович | Сільський голова, 1992 року народження, освіта вища          | 10.11.2015   | 03.02.2020      |

Примітка: таблиця складена за даними джерела